# Lago Lejía (Chile)
El lago Lejía es un cuerpo de agua situado en la Región de Antofagasta en el norte de Chile. Es uno de los tantos lagos salados que se encuentran en el Altiplano. Algunos lo llaman laguna Lejía.: 196 

## Ubicación
El paisaje de la zona está dominada por los volcanes Chiliques, Láscar, Aguas Calientes, Acamarachi, Tumisa, Lejía y Cordón de Puntas Negras.  El lago mismo ocupa una posición similar a las de las lagunas Miscanti y Miñiques.: 196 

## Geomorfología

### Hidrología
El lago Lejía es la base de equilibrio de una cuenca endorreica. El lago es alimentado principalmente por su ribera norte por dos arroyos de curso paralelo,: 196 uno se origina en el volcán Aguas Calientes y otro de dos afluentes en el Lascar y el Cerro del Abra. Desde los cerros Chiliques y Lejía en el sur, otras quebradas corren hacia el norte y entran en la parte sur del lago. Pareciera existir una salida de agua subterránea, considerando que no hay acumulación de halita en el lago.
Las características morfométricas y climatológicas más relevantes de la laguna son:: II-155 
- altura: 4325 m
- superficie de la cuenca: 193 km²
- superficie de la laguna 1,9 km²
- precipitaciones: 150 mm/año
- evaporación potencial: 1500 mm/año

El lago tiene una gran cuenca de captación de 193 kilómetros cuadrados, y una colada de lava forma su orilla sur. Tiene forma circular y es poco profundo. Es un lago polimíctico que se congela ocasionalmente y cuyas aguas se revuelven rápidamente, principalmente por evaporación. Los vientos a veces crean espuma en la superficie del lago y la empujan hacia las orillas. Se ha medido que la temperatura del agua oscila entre 3 y 10,6 °C, y que el lago tiene aproximadamente 1,2 metros de profundidad.

### Salinidad
Las aguas del lago son oligohalinas y la salinidad a menudo es diferente en una parte del lago del resto. El azufre y el sodio son las principales sales en el agua del lago, con el cloro y el magnesio como secundarios y el calcio, potasio, silicio y estroncio como subordinados.

## Población, economía y ecología
El lago Lejía está colonizado por diatomeas, incluyendo Amphora coffeaeformis, Cyclotella michiganiana, Cyclotella stelligera, Cymbella pusilla, Navicula halophila y Navicula radiosa. En el lago también se encuentran esteras de algas y bacterias.
Los ostrácodos del lago incluyen especies de Limnocythere. La presencia de sus conchas en los sedimentos lacustres se ha utilizado para reconstruir la historia del lago, incluida su salinidad. También se encuentran crustáceos en el lago Lejía, como especies de Alona, Diacyclops andinus, Harpacticoida y Macrothrix palearis, así como moscas quironómidas.
En el lago también existen flamencos, falaropos y sus parásitos.
La vegetación costera está formada por especies de Calandrinia, Deyeuxia, Puccinellia y Stipa, que se encuentran cerca de cuerpos de agua y manantiales. La vegetación de pastos y arbustos de la Puna se encuentra en la cuenca del lago a altitudes de menos de 4.500 metros; a mayor altura, el pasto en racimos, las plantas en cojín y las plantas en forma de roseta forman una vegetación distintiva y escasa.

## Arqueología
Se han encontrado artefactos arqueológicos del período arcaico en una terraza superior del lago, lo que indicaría que antiguos cazadores se dirigían al lago Lejía en ese momento.